# Canzonetta de Pierné
Canzonetta, op. 19, pour clarinette et piano est une pièce composée par Gabriel Pierné entre 1887 et 1889 à l'âge de 25 ans.
La pièce est dédiée à Charles Turban et est la seule pièce pour clarinette et piano de Gabriel Pierné.
La pièce est éditée aux Éditions Alphonse Leduc.
Le compositeur en a réalisé plusieurs adaptations : flûte, violon… L'adaptation pour saxophone a été réalisée par Marcel Mule.

## Analyse
Cette composition a la forme d'une valse.

## Enregistrements
Il existe de nombreux enregistrements de Canzonetta:
- Louis Cahuzac, shellac, Odéon
- Guy Dangain
- Walter Boeykens
- Claude Faucomprez
- Philippe Berrod, Art of Clarinet, Indésens Records INDE030, 2011 (OCLC 811454415).
- etc.